# Giaime Pintor (giornalista 1919)
Giaime Pintor (Roma, 30 ottobre 1919 – Castelnuovo al Volturno, 1º dicembre 1943) è stato un giornalista, scrittore e partigiano italiano.

## Biografia
Nato in una famiglia della piccola nobiltà sarda, era figlio di Adelaide Dore e di Giuseppe Pintor (1889-1941); questi era fratello di Fortunato, l'erudito bibliotecario del Senato, del generale Pietro Pintor (1880-1940) e del direttore generale dell'Africa settentrionale italiana Luigi Pintor (1882-1925).
Fratello di Luigi, giornalista e futuro fondatore de il manifesto, e di Antonietta, moglie di Marino Raicich, si laurea in giurisprudenza a Roma; si appassiona però al dibattito letterario grazie anche alle frequentazioni (nel salotto dello zio (diventato responsabile della Treccani) con Lucio Lombardo Radice, Antonio Amendola, Paolo Bufalini, Aldo e Ugo Natoli).
Fedele all'illuminismo perché convinto della progressiva e razionale affermazione culturale dell'uomo, pubblica fin dal 1938 su riviste quali  "Letteratura", "La Ruota", "Oggi", "Campo di Marte", "Primato", a volte anche usando gli pseudonimi di Mercurio e di Ugo Stille (nomignolo, questo, condiviso con l'amico Misha Kamenetzky, che in seguito l'avrebbe fatto proprio). Fu con Leone Ginzburg, Cesare Pavese e Massimo Mila tra i primi e più efficaci collaboratori della casa editrice Einaudi. Nel 1939 e nel 1940, su invito del Gruppo Universitario Fascista, prese parte ai Littoriali della cultura e dell'arte classificandosi rispettivamente al 14º e al 3º posto per la letteratura.
Estimatore della letteratura tedesca, studiò Goethe e Nietzsche (distanziandosi però da quest'ultimo per ciò che concerne la teoria del superuomo) e tradusse le opere di Rainer Maria Rilke, Heinrich von Kleist e Hugo von Hofmannsthal. In collaborazione con il germanista Leonello Vincenti curò, per il progetto "Pantheon" dell'editore Bompiani, la grande antologia Teatro tedesco, che conteneva anche alcune sue traduzioni e una serie di brevi saggi critici. Partecipò, con Elio Vittorini e alcuni altri scrittori italiani, al convegno annuale degli scrittori tedeschi tenutosi a Weimar, dal 7 all'11 ottobre 1942, promosso dal ministro della propaganda Joseph Goebbels. Sempre nel 1942 curò un'edizione del Saggio sulla rivoluzione di Carlo Pisacane, in cui egli vide una matrice socialista. 
Nel gennaio del 1943 fu membro della missione militare italiana presso il governo di Vichy. Dopo aver partecipato alla difesa di Roma dai tedeschi l'8 settembre 1943, si recò a Brindisi per arruolarsi per breve tempo nel nuovo esercito regio e, poi, a Napoli per unirsi a un gruppo di volontari organizzati dal generale Giuseppe Pavone. Infine si arruolò nell'esercito britannico che gli affidò il comando di un piccolo gruppo di soldati che avrebbe dovuto raggiungere i partigiani operanti nel Lazio. Sentitosi braccato dai nazisti, scrisse una lettera al fratello Luigi, nella quale affermò l'importanza di aderire alla Resistenza.
Il 1º dicembre 1943 si mosse per raggiungere Roma per combattere il nazifascismo (accompagnato dall'agente del S.O.E. Max Salvadori, conosciuto con il nome di battaglia di "captain Sylvester"), cercando di attraversare le linee nemiche in un punto considerato sicuro per l'aggiramento dell'assedio nazista. Morì a soli 24 anni dilaniato da una mina che l'esercito tedesco aveva lasciato in Molise lungo la linea del Volturno.
La desecretazione di alcuni documenti, ha permesso di scoprire che Pintor era stato reclutato dai servizi segreti inglesi a Napoli il 15 novembre 1943 con lo pseudonimo Stille. Risulta che non era retribuito e che la ragione del suo arruolamento era il patriottismo. Dallo stesso fascicolo risulta che nel giugno 1944 i servizi segreti fecero pervenire alla famiglia di Pintor 200.000 lire a titolo di risarcimento, il certificato di patriota e una lettera di condoglianze.

## Opere: traduzioni, curatele, saggi, lettere
Considerato da molti intellettuali come "una delle promesse della letteratura italiana contemporanea", uscirono, quasi tutte postume, poche sue opere:
- Poesie di Rainer Maria Rilke, tradotte da Giaime Pintor, Einaudi, (1942); quarta edizione accresciuta. (1948), con nota introduttiva di Franco Fortini; ora nella Collezione di poesia
- Saggio su la Rivoluzione di Carlo Pisacane, a cura di Giaime Pintor, Einaudi, Torino, (1942-1944), collana Saggi
- Friedrich Nietzsche, Considerazioni sulla Storia, traduzione di Lia Pinna Pintor, prefazione di Giaime Pintor, Einaudi, 1943
- Vathek di William Beckford, a cura e nella traduzione di Giaime Pintor, introduzione di Alberto Moravia, collana Universale, Einaudi, 1946; poi riedito nella collana Scrittori tradotti da scrittori, Einaudi, 1989
- Teatro tedesco: raccolta di drammi e commedie dalle origini ai nostri giorni, a cura di Lionello Vincenti, collana Pantheon teatrale, Bompiani, Milano, 1946
- Il colpo di Stato del 25 luglio e alcune pagine e documenti inediti, a cura di Franco Antonicelli, Einaudi (1974) come edizione fuori commercio per gli abbonati della rivista "Astrolabio"; testo presente come capitolo xxvii de Il sangue d'Europa; ora riedito col titolo L'ora del riscatto. 25 luglio 1943, Castelvecchi, Roma, 2013
- Il sangue d'Europa, a cura di Valentino Gerratana, Collana Saggi, Einaudi, Torino, 1950; poi Il Sangue d'Europa. Scritti politici e letterari (1939-1943), a cura di Valentino Gerratana, nuova edizione, collana Nuova Universale Einaudi n. 62, Einaudi, Torino, 1965–1975
- Doppio Diario 1936-1943, introduzione e cura di Mirella Serri, con una presentazione di Luigi Pintor, Collana NUE. Nuova Serie n. 59.
- Käthchen di Heilbronn ovvero La prova del fuoco di Heinrich von Kleist, traduzione di Giaime Pintor, a cura di Anna Maria Carpi, postfazione di Malcolm Skey, Collana Scrittori tradotti da scrittori, Einaudi, Torino, 1997
- Giaime Pintor e Filomena d'Amico, C'era la guerra. Epistolario 1940-1943. Introduzione di Luisa Mangoni, a cura di Maria Cecilia Calabri, collana Gli struzzi, Einaudi, Torino, (2000), ISBN 978-88-06-15301-4
- La mina tedesca. Il vero romanzo di Giaime Pintor di Carlo Ferrucci, Tra le righe libri, Lucca, (2014), ISBN 978-88-99141-14-1

## Carte personali
Presso l'Archivio centrale dello Stato a Roma, nel 1988 sono state depositate dalla famiglia le sue carte, con il vincolo di segretezza, sciolto poi nel 2012.
Da una cantina della famiglia Pintor sono poi riemersi, solo nei primi anni 2000, vari scritti che fanno parte dell'officina artistica del giovane intellettuale: un dramma filosofico teatrale in due atti intitolato Tempo perduto, composto dai 'Dialoghi sulla vita di un uomo', probabilmente scritto nel 1941, dove è la morte a dominare sulla scena, non come prodotto dell'azione, sostituita qui da un dialogo in un salotto, ma come evento in tragica connessione con la vita, e una riduzione cinematografica de La figlia del capitano di Puškin, la quale non piacque al regista Mario Camerini. Da una cassa, a lungo conservata dal nipote Giaime junior, è emersa la traduzione inedita de La dittatura di Carl Schmitt, della quale si aveva notizia, ma risultava irreperibile; testimonianza della poliedricità del lavoro di Pintor, era pensata per la nuova collana di Diritto e Politica, progettata assieme a Cesare Pavese.